# Sajópálfala
Sajópálfala là một thị trấn thuộc hạt Borsod-Abaúj-Zemplén, Hungary. Thị trấn này có diện tích 7,11 km², dân số năm 2010 là 766 người, mật độ 108 người/km².